# Амакиги малий
Амакиги малий (Magumma parva) — вид горобцеподібних птахів родини в'юркових (Fringillidae).

## Поширення та чисельність
Ендемік Гавайських островів. Поширений у внутрішніх гірських районах острова Кауї. Ще до початку XX століття птах був поширений по всьому острові, але після 1900 року він став рідкісним у рівнинних лісах. Сучасна популяція виду становить 10-20 тис. птахів (оцінка 2012 року).

## Опис
Птах завдовжки 10 см, вагою 8-11 г. Тіло пухке з округлою головою, тонким дзьобом, злегка зігнутими вниз, та коротким хвостом. Забарвлення тіла жовте з чорними маховими перами та хвостом. Дзьоб зверху темний, знизу світлий. Очі чорні.

## Спосіб життя
Живе у вологих гірських лісах з переважанням дерев охіа (Metrosíderos polymorpha), коа (Acacia koa), олапа (Cheirodendron trigynum), лапалапа (Cheirodendron platyphyllum) та інших ендеміків. Трапляється поодинці або парами, проводячи більшу частину часу на пошуки їжі серед листя та стовбурів дерев. Живиться нектаром та дрібними комахами, яких всмоктує разом з нектаром. Сезон розмноження триває з лютого по червень. Самці залицяються до самиць, стрибаючи та співаючи перед ними. Утворюють моногамні пари. Гніздо чашоподібної форми будують на верхніх гілках дерев охіа. Будівництвом займається лише самиця. У гнізді три рожевих яйця. Інкубація триває 16 днів. Через три тижні після вилуплення пташенята покидають гніздо.